# Diogmites aberrans
Diogmites aberrans là một loài ruồi trong họ Asilidae. Diogmites aberrans được Wiedemann miêu tả năm 1821.